# Terra Selvagem
Terra Selvagem é uma terra pré-histórica imaginária que aparece nos quadrinhos americanos publicados pela Marvel Comics. É representada como uma reserva escondida na Antártida que tem clima tropical e formas de vida da Era Mesozóica, especialmente dinossauros.
Ao longo do tempo, serviu de base para muitas histórias dos X-Men  e Ka-Zar. A Terra Selvagem apareceu pela primeira vez em X-Men # 10 (março de 1965) e foi criada por Stan Lee e Jack Kirby.

## Outras versões

### A Era do Apocalipse
Na realidade de A Era do Apocalipse, a Terra Selvagem abriga Avalon, um refúgio secreto para humanos e mutantes. Um método para alcançá-lo existe, mas só custará ao refugiado tudo o que possuem e, mesmo assim, não há garantia de chegar vivo. Ele é liderado por Sina, um pacifista Juggernaut e Douglas Ramsey, esse último de quem fornece um campo que permite que todos se compreendam, apesar de falar diferentes idiomas. Avalon foi finalmente encontrado pelas forças de Apocalipse e destruído pelo Rei das Sombras que controlou seus habitantes para se matarem. Ele foi derrotado, mas as baixas foram altas.

### Era de Ultron
Durante o arco de história Era de Ultron, a resistência de super-heróis contra Ultron se mudou para a Terra Selvagem para chegar a um plano para derrotar Ultron.

### Marvel Zombie Return
Em Marvel Zombies Return, a Terra Selvagem, como em qualquer outro lugar da Terra, foi comido pelos zumbis super-humanos, com os zumbis sobreviventes acreditando que a Terra Selvagem era a sua refeição "número um" no rescaldo, pois continha uma abundância de comida que eles estavam realmente cheios durante uma hora completa depois de comer lá, ao contrário da fome voraz habitual que eles sentem. É também a localização da batalha final entre os zumbis e 'New Avengers' - três zumbis que derrubaram sua fome e o cyborg James Rhodes - na conclusão do arco, com Rhodes usando um dos dedos para atrair os zumbis para uma emboscada.

### Terra X
No universo da Terra X, a Terra Selvagem é onde Magneto construiu seu santuário chamado Sentinel City.

### Dinastia M
Na realidade da Dinastia M  criada por uma insana Feiticeira Escarlate, a Terra Selvagem era conhecida como "Pangea". Também é sabido que Kevin Plunder recebeu o asilo político nos Estados Unidos por seu ativismo de direitos humanos nesta terra pré-histórica.

### Marvel 2099
No futuro alternativo representado em Marvel 2099, um ataque alienígena inunda grande parte da Terra tornando a Terra Selvagem o único espaço habitável. Milhares de refugiados (incluindo Miguel O'Hara e a maioria dos X-Nation e X-Men) estabelecem moradia na Terra Selvagem. 

### Transformers
Na continuidade dos quadrinhos de Transformers pela Marvel, logo após a nave espacial da Arca quebra na Terra há 4 milhões de anos antes do presente, o computador a bordo da Arca detectou a aterrissagem de Shockwave na terra pré-histórica Terra Selvagem. A Arca usou a última das suas capacidades para reviver os cinco guerreiros Autobots, digitalizando a forma de vida dominante da Terra Savagem: dinossauros e reconstruí-los nos Dinobots. Os Dinobots lutaram contra Shockwave, uma batalha que acabou em paralisação permanente quando Snarl derrubou a montanha que Shockwave colocou, derrubando todos eles em um poço de alcatrão. Eles permaneceram desativados até o ano de 1984.

### Ultimate Marvel
No universo Ultimate Marvel, a Terra Savagem é uma grande ilha em algum lugar do hemisfério sul. Originalmente, foi dito ter sido criada por Magneto, usando teorias e métodos desenvolvidos pelo Professor X, como o site de experiências genéticas. O objetivo de Magneto era criar uma nova raça humana que teria menos problemas para governar do que a atual, que ele decidiu recomeçar a evolução do zero e controlar o processo em suas próprias especificações. Como resultado disso, no seu atual nível de avanço, ele tem dinossauros e que a Magneto não mostrou nenhum interesse adicional em avançar a evolução da Terra Savagem. Ele permaneceu em seu estado de dinossauro desde a partida do Professor X. Esta história é revelada mais tarde como falsa (veja abaixo).
A base original de Magneto estava na Terra Savagem. Quando foi destruído no primeiro arco de Ultimate X-Men, o computador que controlava a base ganhou autoconsciência e sequestrou o projeto de experiência genética para criar um exército de escravos de zumbis semelhantes a nanotecnologia. Planejava conquistar o mundo, mas foi interrompido por Wolverine, Ciclope e Kitty Pryde.
A Terra Savagem é agora o lar de Longshot, que conseguiu chegar lá em um pequeno barco que lançou a partir de Genosha. Longshot ajudou recentemente Magneto a sair da prisão, e os dois podem estar planejando algo.
Em Ultimates 3, revela-se que os dinossauros foram conjurados pela Feiticeira Escarlate como resultado de suas capacidades de distorção da realidade e não pela criação de Magneto. Os habitantes aborígenes foram exterminados e apenas uma pequena tribo de sobreviventes, incluindo Ka-Zar e Shanna, permanecem.
Os habitantes ajudam Os Supremos a remover as últimas forças de Magneto desde o Ultimatum.

## Outras mídias

### Televisão
- Embora não seja oficialmente nomeada, no episódio "Neptune's Nose Cone" da série animada Spide-Man de 1967,  J. Jonah Jameson envia Peter Parker e um piloto chamado Penny Jones para a Antártica para cobrir uma sonda espacial derrubada. Peter então teve que resgatar Penny de ser sacrificado ao lidar com a vida selvagem bizarra e os nativos raivoso.

- A Terra Selvagem aparece no episódio "The Hunter and the Hunted" da série Spider-Man de 1981. J. Jonah Jameson contrata Kraven, o caçador para capturar o último tigre dente de sabre localizado lá, esse era Zabu, amigo de Ka-Zar. Depois que Kraven é derrotado, Ka-Zar e Zabu voltaram para a Terra Selvagem.
- A Terra Selvagem aparece no episódio "The Crime of All Centuries" de Spider-Man and His Amazing Friends. Foi onde Kraven teve os dinossauros que ele caçou exportados para Nova York como parte de uma exposição especial que serviu de encobrimento para seus planos de criar um exército de dinossauro. Após a derrota de Kraven, os dinossauros que ele capturou foram devolvidos para a Terra Selvagem.
- A Terra Selvagem apareceu em alguns episódios da série animada X-Men: Animated Series. Serviu como a localização da base do Sr. Sinistro. Um  dispositivo projetado por Sinistro que anulou os poderes de qualquer mutante na Terra Selvagem, salvo as próprias forças de Sinistro , tornando os X-Men impotentes enquanto o combatiam (com exceção das garras de Wolverine, pois eram um "bônus" do  experimento Arma-X, embora elas causassem danos às mãos quando usadas) até que a maquinaria fosse destruída. Magneto e o Professor X passaram grande parte da segunda temporada presos na Terra Selvagem (as pernas de Xavier, felizmente, foram restauradas como resultado da perda de seus poderes) até  o Sr. Sinistro usá-los como isca para atrair os X-Men para uma armadilha em no final da temporada, as forças de Sinistro foram posteriormente derrotadas quando Wolverine escapou da captura e juntou-se com Ka-Zar para se infiltrar na base e derrotar Sinistro. Em "Savage Land, Savage Heart", os X-Men retornam a Terra Selvagem para ajudar Ka-Zar e Shanna a combater a ameaça de Garokk.

- The Savage Land aparece nos episódio "Stranger From a Savage Land" e "Brouhaha at the World's Bottom" de The Super Hero Squad Show.
- Em um episódio de Iron Man: Armored Adventures, Obadiah Stane ofereceu Tony, a água das terras selvagens, sugerindo que eles são capazes de entrar e escapar das terras à vontade.

- A Terra Selvagem aparece no episódio "Savage Land" de Hulk and the Agents of S.M.A.S.H.. Os Agentes de S.M.A.S.H. vão para a Terra Selvagem quando eles traçam a origem das erupções vulcânicas lá, como Sauron e seus aliados homens-lagartos estão tentando fazer com que um super-vulcão entre em erupção. Perto do final do episódio "Days of Future Smash Pt. 1: A Era Dino", Hulk move os dinossauros restantes para onde a Terra Selvagem seria estabelecida. No episódio "Savage", os Vingadores enfrentam Justin Hammer que tenta roubar o vibranium da Terra Selvagem.
- No episódio "The Savage Spider-Man" de Ultimate Spider-Man. Homem-Aranha vai a Terra Selvagem com Wolverine em busca de Ka-Zar e para parar um plano de Treinador e Kraven, onde eles planejaram capturar Zabu como parte de um ritual que Kraven planeja realizar para se tornar imortal.

### Filmes
- A Terra Selvagem é mencionada em Next Avengers: Heroes of Tomorrow.
- O produtor da série de filmes dos X-Men, Hutch Parker, declarou que Marvel ou a Fox podem ter o Ka-Zar e a Terra Selvagem em suas séries de filmes.[3]

### Vídeo games
- A Terra Selvagem é a fase de Wolverine no jogo X-Men: Children of the Atom. É também a primeira fase X-Men para Mega Drive e a quinta fase do X-Men 2: Clone Wars.

- A Terra Selvagem aparece como uma das arenas de X-Men: Next Dimension.
- Em X-Men Legends II: Rise of Apocalypse (que é vagamente baseado no arco A Era do Apocalipse), Avalon é a base de Magneto na Terra Selvagem. Os X-Men e a Irmandade de Mutantes usam Avalon como sede durante sua permanência na Terra Selvagem. Em Avalon, os X-Men e a Irmandade dos Mutantes podem interagir com Ka-Zar e Shanna, além de Garokk, que está se recuperando de uma derrota.
- A Terra Selvagem aparece em Marvel Super Hero Squad. É mostrada como a segunda missão e como uma rodada no Modo Batalha.
- A Terra Selvagem foi mencionada em Spider-Man: Shattered Dimensions. Nos momentos de abertura da fase de Kraven, quando o Home-Aranha está investigando a sala de troféus de Kraven, onde havia várias cabeças de dinossauros. Esta foi uma referência às diversas viagens de Kraven Hunter para a Terra Selvagem.

- A Terra Selvagem aparece em Marvel: Avengers Alliance. É o cenário das Operações Especiais 21 que detalha uma luta de poder na Terra Selvagem entre Sauron, Stegron, Sr. Sinistro, Alto Evolucionário e a I.M.A. . Os agentes da S.H.I.E.L.D. os super-heróis tiveram que lutar contra Iso-Saurs (uma raça de dinossauros evoluída pelo Iso-8) que foram criados pelo Alto Evolucionário.

- A Terra Selvagem foi brevemente mencionada em Lego Marvel Super Heroes. Quando o Coisa, Capitão América e Tempestade visitam uma ilha onde Asteroide M está sendo lançado e onde eles lutam contra Rino, Magneto e os Acólitos, eles também encontram e lutaram contra velociraptores que foram importados da Terra Selvagem